# ロータル＝ギュンター・ブーフハイム

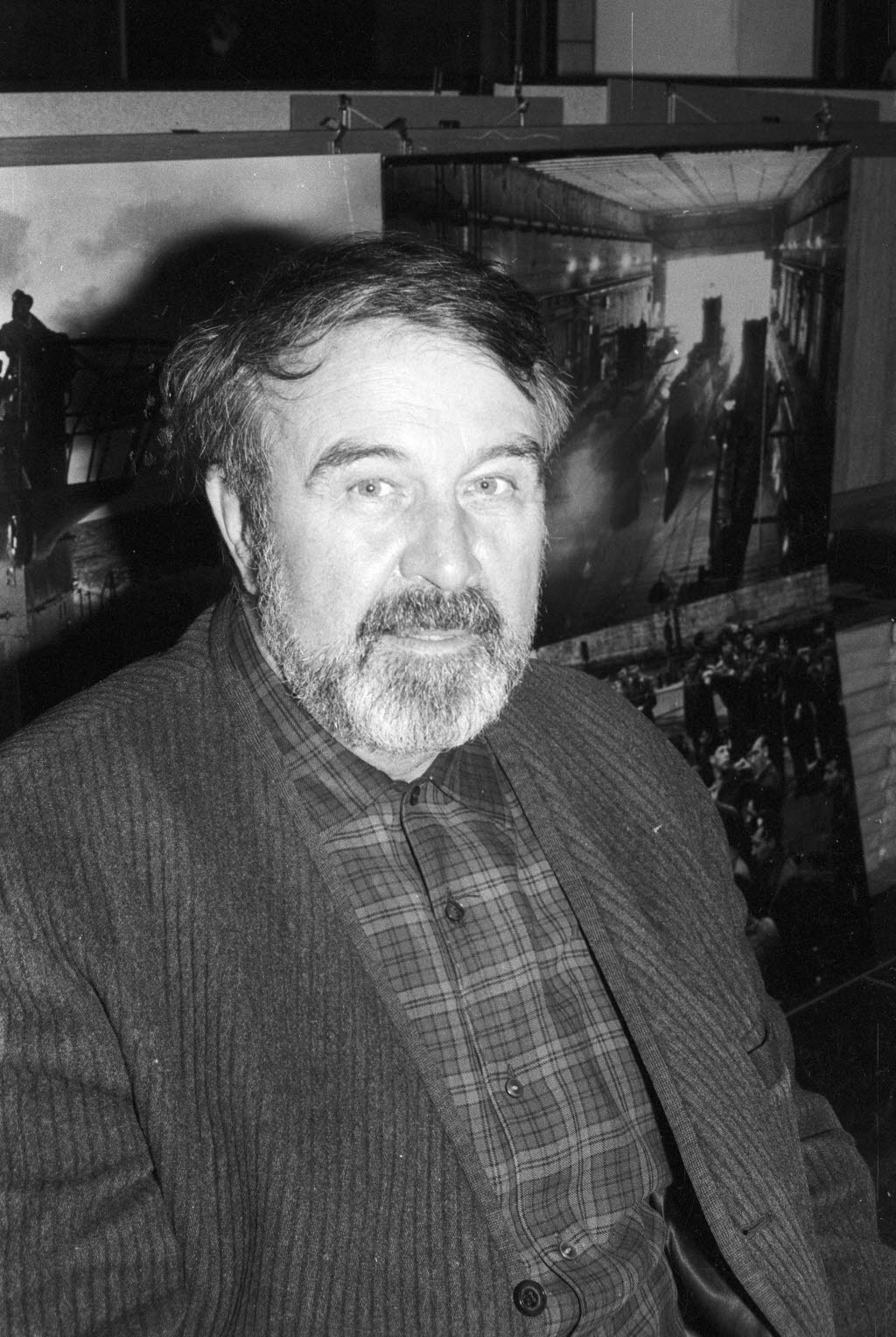
ロータル＝ギュンター・ブーフハイム

ロータル＝ギュンター・ブーフハイム （Lothar-Günther Buchheim, 1918年2月6日 - 2007年2月22日）は、ドイツの小説家、画家。ローター＝ギュンター・ブーフハイム とも表記。
Uボートを描く戦争文学の名作『Das Boot』の作者として知られる。

## 経歴
ヴァイマル生まれ。少年時代から画才を発揮し、新聞や雑誌への寄稿も行っていた。1937年にアビトゥーアを取得、1939年よりドレスデン造形美術大学およびミュンヘン芸術アカデミーで絵画などを学んだ。第二次世界大戦中の1940年9月20日、ドイツ海軍報道部隊の報道画家(Pressezeichner)として採用され、9月25日にフランス大西洋岸地域の部隊に配属された。Uボートなどの艦艇に搭乗取材するなどして多数の記事や写真を発表し、最終階級は中尉として軍歴を終えた。
戦後は美術出版社「ブーフハイム出版(Buchheim Verlag)」を経営し、マックス・ベックマンやパブロ・ピカソの作品集を刊行、絵画コレクターとしても著名だった。
1973年に代表作となったUボート乗組員の極限状態を描いた小説『Uボート』（原題：Das Boot）を発表。同作品は1981年にウォルフガング・ペーターゼン監督によって映画化された。
2007年、心不全のため89歳でミュンヘン近郊のフェルダフィンクで死去。